# Біг-Лейк (Техас)
Біг-Лейк (англ. Big Lake) — місто (англ. city) в США, в окрузі Рейган штату Техас. Населення — 2965 осіб (2020).

## Географія
Біг-Лейк розташований за координатами 31°11′36″ пн. ш. 101°27′28″ зх. д. / 31.19333° пн. ш. 101.45778° зх. д. (31.193406, -101.457891).  За даними Бюро перепису населення США в 2010 році місто мало площу 3,49 км², уся площа — суходіл. В 2017 році площа становила 4,06 км², уся площа — суходіл.

### Клімат
| Клімат : Біг-Лейк                            | Клімат : Біг-Лейк | Клімат : Біг-Лейк | Клімат : Біг-Лейк | Клімат : Біг-Лейк | Клімат : Біг-Лейк | Клімат : Біг-Лейк | Клімат : Біг-Лейк | Клімат : Біг-Лейк | Клімат : Біг-Лейк | Клімат : Біг-Лейк | Клімат : Біг-Лейк | Клімат : Біг-Лейк | Клімат : Біг-Лейк |
| Показник                                     | Січ.              | Лют.              | Бер.              | Квіт.             | Трав.             | Черв.             | Лип.              | Серп.             | Вер.              | Жовт.             | Лист.             | Груд.             | Рік               |
| Абсолютний максимум, °C                      | 29,4              | 31,1              | 35,0              | 40,0              | 41,1              | 43,3              | 42,8              | 41,7              | 41,1              | 37,8              | 32,8              | 28,9              | 43,3              |
| Середній максимум, °C                        | 14,2              | 16,6              | 21,3              | 26,3              | 30,0              | 33,1              | 34,4              | 34,1              | 30,4              | 25,3              | 19,6              | 14,8              | 25,0              |
| Середній мінімум, °C                         | −1,4              | 0,5               | 5,2               | 10,2              | 14,9              | 18,7              | 20,1              | 19,3              | 15,8              | 10,2              | 4,1               | −0,6              | 9,8               |
| Абсолютний мінімум, °C                       | −16,7             | −13,3             | −15               | −4,4              | 1,1               | 6,7               | 11,1              | 11,7              | 0,0               | −4,4              | −11,7             | −17,2             | −17,2             |
| Норма опадів, мм                             | 20                | 23                | 22                | 37                | 54                | 48                | 45                | 52                | 71                | 48                | 23                | 20                | 463               |
| -------------------------------------------- | ----------------- | ----------------- | ----------------- | ----------------- | ----------------- | ----------------- | ----------------- | ----------------- | ----------------- | ----------------- | ----------------- | ----------------- | ----------------- |
| Джерело: The Western Regional Climate Center |                   |                   |                   |                   |                   |                   |                   |                   |                   |                   |                   |                   |                   |

## Демографія
Згідно з переписом 2010 року, у місті мешкало 2936 осіб у 981 домогосподарстві у складі 774 родин. Густота населення становила 841 особа/км².  Було 1089 помешкань (312/км²).
Расовий склад населення:
| - 76,7 % — білих - 2,2 % — чорних або афроамериканців - 0,6 % — корінних американців - 0,2 % — азіатів - 18,4 % — осіб інших рас |

До двох чи більше рас належало 1,9 %. Частка іспаномовних становила 62,4 % від усіх жителів.
За віковим діапазоном населення розподілялося таким чином: 30,8 % — особи молодші 18 років, 59,2 % — особи у віці 18—64 років, 10,0 % — особи у віці 65 років та старші. Медіана віку мешканця становила 32,5 року. На 100 осіб жіночої статі у місті припадало 103,6 чоловіків;  на 100 жінок у віці від 18 років та старших — 105,6 чоловіків також старших 18 років.
Середній дохід на одне домашнє господарство  становив 66 047 доларів США (медіана — 53 375), а середній дохід на одну сім'ю — 68 449 доларів (медіана — 68 047). Медіана доходів становила 57 292 долари для чоловіків та 39 479 доларів для жінок. За межею бідності перебувало 16,6 % осіб, у тому числі 23,7 % дітей у віці до 18 років та 7,8 % осіб у віці 65 років та старших.
Цивільне працевлаштоване населення становило 1483 особи. Основні галузі зайнятості: сільське господарство, лісництво, риболовля — 33,8 %, освіта, охорона здоров'я та соціальна допомога — 13,7 %, транспорт — 13,0 %.